# گارد پرتورین

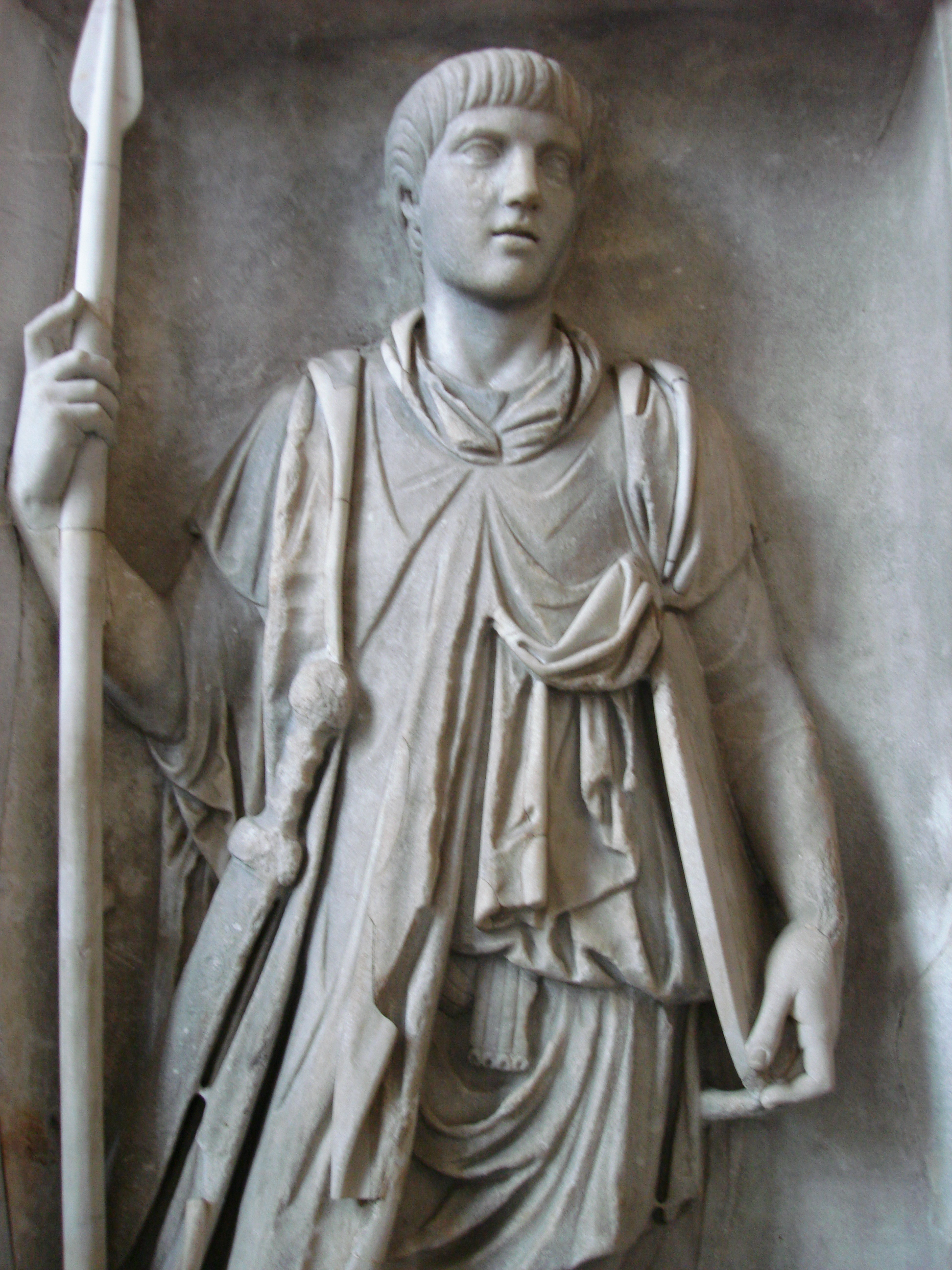
یک سرباز پرتورین زیر فرمان فرمانروا تراژان، موزه پرگامون در برلین

گارد پرتورین (به لاتین: PRÆTORIANI) به سپاه ویژهٔ فرمانروایان روم باستان گفته می‌شد. پیش از اینکه پرتورین‌ها سپاه نگهبانان فرمانروای روم شوند وظیفه‌شان پاسداری از افسران بلندپایه و کنسول‌های روم بود. نیروی پرتورین به دستور کنستانتین بزرگ در سدهٔ چهارم میلادی فروپاشید. سپاه پرتورین که با مرور زمان بسیار رشد کرد و به مرحله شفاعت سیاسی و انتخاب جانشینی امپراتوری رسیده بود، در کشتن چندین امپراتور روم نقش داشته‌اند.
نام پرتورین از نام فرماندهان جنگی رومی یا پرایتور گرفته‌شده‌بود. به هسته فرماندهی رومیان نیز پرتوریوم گفته می‌شد. سپاه پرتورین به فرمان آگوستوس، اولین امپراتور روم شکل گرفت. آن‌ها محافظان امپراتورهای روم و خانواده‌شان بودند،تعداد آن‌ها حدود ۹هزار نفر بود.
این‌ گارد در زمان تیبریوس به بعد به‌عنوان یک قدرت مهم در تعیین سرنوشت سیاسی و جانشینی شناخته شد، همچنین بعضی از امپراتریس‌ها فرماندهی گارد محافظ خود را عهده‌دار بودند و حتی در انتخاب رئیس افسران کلیه گارد برای فرماندهی کل پایتخت رم نقش تعیین‌کننده و قدرتمندی داشتند. همچنین بعضی از رئیسان قدرتمند گارد پرتورین مانند سجانوس، پرنیس، کلیندر و پلاوتیانوس در اداره کل امپراتوری روم به‌جای امپراتوران نقش فعالی داشتند و همه آنها قدرتمند بوده و سرنوشتی مشابه (اعدام سریع) داشتند. کالیگولا اولین امپراتور در تاریخ امپراتوری روم بود که به دست افسران سپاه پرتورین ترور شد.
قدرت گارد پرتورین ناشی از این موضوع بود، که آن‌ها بزرگ‌ترین نیروی نظامی در مجاورت پایتخت (رم) بودند.

## در دوران امپراتوری
لژیونرهای معروف به گارد پرتوریان اولین جانبازان ارتش روم بودند که به‌عنوان محافظ امپراتور روم خدمت می‌کردند. اعضای گارد که ابتدا توسط آگوستوس تأسیس شد، در کمپین‌های نظامی او را به طور فعال همراهی کردند و بعنوان پلیس مخفی از دولت مدنی و حاکمیت قانون تحمیل شده توسط سنا و امپراتور خدمت کرده و از اقتدار ارباب خود محافظت می‌کردند. گارد پرتوریان در نهایت توسط امپراتور کنستانتین بزرگ در قرن ۴ منحل شد. دلیل منحل شدن آنها خودسری و گستاخی در برابر ارادهُ امپراتور و زیادی‌خواهی بسیار آنها بود. آنها متمایز از بادیگارد سلطنتی آلمان بودند که محافظت شخصی نزدیکی را برای امپراتورهای اولیه روم غربی انجام می‌داد.
آنها به دلیل مجاورت نزدیک با امپراتور از مزایای بسیار عالی و متعددی بهره‌مند شدند: پرتوری‌ها تنها کسانی بودند که هنگام حمل سلاح در مرکز رم - پومریوم - پذیرفته شده بودند.
مدت خدمات اجباری آنها کوتاهتر بود، به‌عنوان مثال: ۱۲ سال با پرتوری‌ها به جای ۱۶ سال در لژیون‌ها از سال ۱۳ قبل از میلاد، سپس به ترتیب ۱۶ تا ۲۰ سال در سال ۵ قبل از میلاد بر اساس نوشته‌های تاسیتوس منشی دربار امپراتور هادریانوس و مورخ قرن دوم انجام شد.
حقوق آنها بیشتر از حقوق یک لژیونر بود. در زمان نرون، حقوق یک پرتوری سه و نیم برابر حقوق یک لژیونر بود که با افزودن کمکهای اولیه donativum (اهدا کننده)، توسط هر امپراتور جدید افزایش یافته بود. این حقوق اضافی معادل چندین سال دستمزد بود و اغلب در رویدادهای مهم امپراتوری یا رویدادهایی که خانواده امپراتوری را تحت تأثیر قرار می‌داد تکرار می‌شد: تولد، مهمانی و ازدواج. توزیع‌های عمده پولی یا یارانه‌های غذایی، وفاداری پرتوریایی‌ها را پس از هر طرح نافرجام خاصی تجدید و جبران کرد (مانند مسالینا در برابر کلادیوس در سال ۴۸ پس از میلاد یا پیسو در برابر نرون در سال ۶۵ پس از میلاد). پریتوری‌ها در هر یک از لژیون‌ها، در سیستم معروف به sesquiplex stipendum یا با پرداخت نیم و نیم دستمزد قابل ملاحظه‌ای بیشتر از سایر سربازان رومی دریافت می‌کردند. بنابراین اگر لژیونرها ۲۵۴ دینار دریافت می‌کردند، نگهبانان سالانه ۳۷۵ دینار دریافت می‌کردند. دومیتیان و سپتیمیوس سوروس کمک هزینه تحصیلی (پرداخت) را به ۱۵۰۰ دینار در سال افزایش دادند که در ژانویه، مه و سپتامبر توزیع شد.
پرتورین‌ها که مردم و مجلس سنای روم از آنها وحشت‌زده و می‌ترسیدند، هیچ گونه همدلی از مردم روم دریافت نکردند. یک شعر معروف از جوونال میخ را به یاد می‌آورد که توسط صندل یک پرتوریایی که توسط او می‌دوید در پای او باقی مانده بود. "پرتوریان" در زبان فرانسه معنای تحقیرآمیزی دارد و نقش اغلب دردسرساز پریتورهای دوران باستان را به یاد می‌آورد.